# Мавзолей пророка Даниила
Мавзолей пророка Даниила (перс. آرامگاه دانیل نبی‎) — архитектурный комплекс в городе Шуш, остан Хузестан, в Иране. Этот памятник был внесён в список национального наследия Ирана 16 сентября 1931 года под № 51.

## История
В 1871 году сильное наводнение разрушило предыдущее здание мавзолея, и в том же году по приказу шиитского священнослужителя Джафара Шуштери и под руководством архитектора Хаджы Моллы Хоссейна был построен нынешний Мавзолей пророка Даниила, а его гробница была помещена в центре.

## Описание
Мавзолей пророка Даниила расположен на восточном берегу реки Шаур, притока Керхе, напротив французской крепости Шато де Морган, а его уникальный купол словно драгоценный камень украшает древний город Шуш.
Данное сооружение — один из религиозных мавзолеев с куполом в виде ананаса, имеющим две оболочки. Этот купол имеет 25 зазубренных ярусов и две оболочки. Его высота оставляет около 20 м, диаметр — 5 м. Купол пророка Даниила был построен в период Сельджуков, однако его создатель был вдохновлен архитектурой древнего города Чога-Зенбиль (Дур-Унташ). Внешняя оболочка выполняет символические функции, и её видно издалека, практически из любой точки города. Интересно, что здание и купол Музея города Абадан стилизовано под Мавзолей пророка Даниила.
С западной стороны Мавзолей святого пророка Даниила украшен иранскими и исламскими изразцами. С восточной стороны по обеим сторонам входа располагаются два минарета высотой 10 м. На минарете можно увидеть выгравированную дату 1330 год по лунной хиджре и имя архитектора Хаджы Моллы Хоссейна. С другой стороны можно увидеть, каким образом местные архитекторы стилизовали элементы ствола финиковой пальмы при строительстве купола, поскольку финиковая пальма имеет ступенчатый ствол и широко распространена на юге.
Ежегодно данный мавзолей привлекает много мусульманских и немусульманских паломников, а также внутренних и иностранных туристов.

## Галерея
- Интерьер гробницы
- Гравюра XIX века гробницы Даниила в Шуше, из Voyage en Perse Moderne, Фландин и Косте
- 1840 г. н. э.
- Изображение гробницы пророка Даниила на пяти риалах
- Могила Даниила в Шуше, Иран